# Cchangjang Gjamccho
Cchangjang Gjamccho (1. března 1683 – 15. listopadu 1706) byl 6. tibetským dalajlamou.
Narodil se v tibetském městě Tawang a už od narození ho provází mnoho legend. Jako dalajlama proslul svými sbírkami písní a poezie.